# Женская консультация

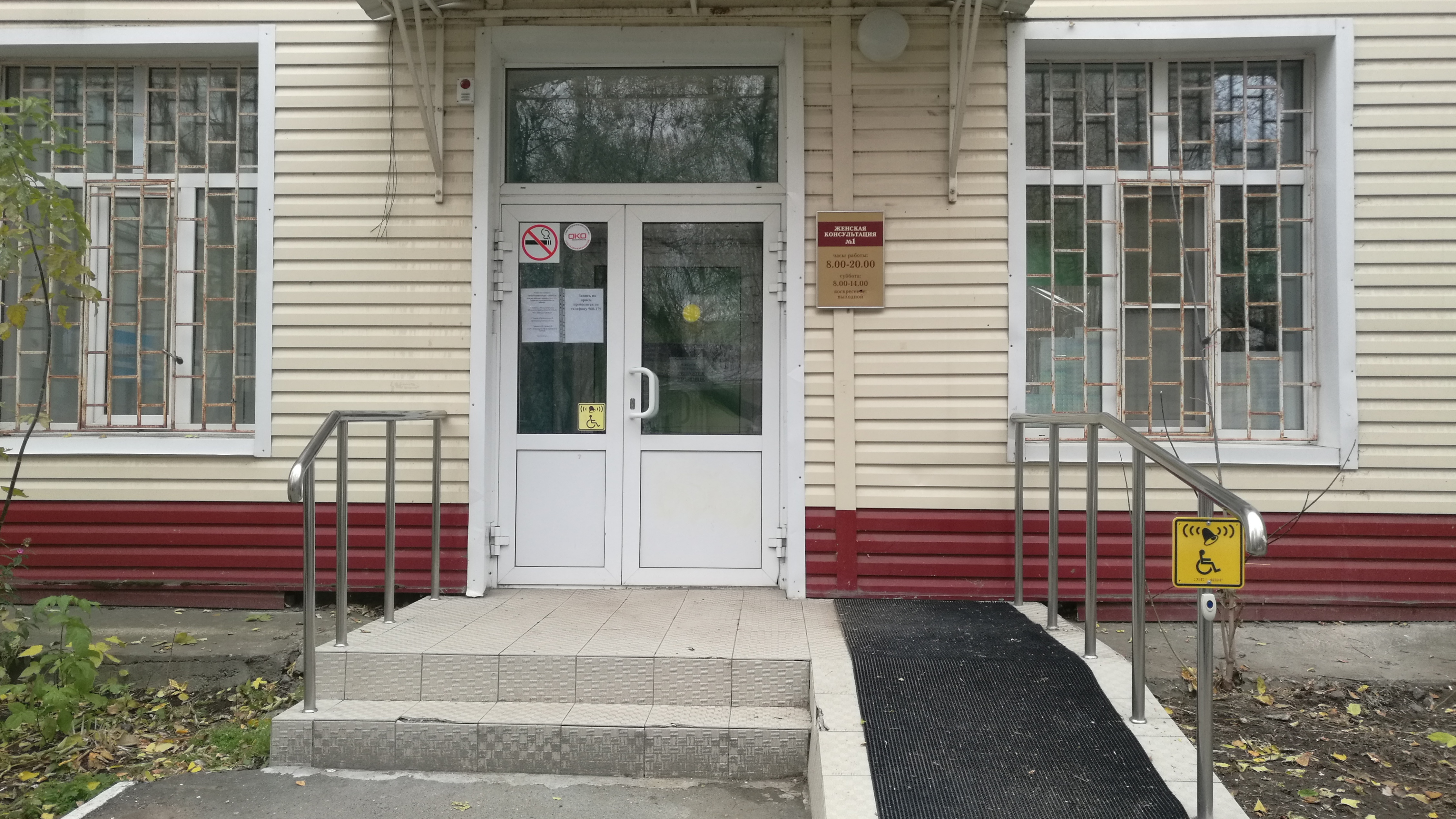
Женская консультация в г. Тюмени, 2021 год.

Женская консультация — амбулаторно-поликлиническое лечебно-профилактическое учреждение, основной задачей которого является амбулаторная и диспансерная помощь женщинам в период беременности и послеродовой период, гинекологическая помощь.
Работают по участковому принципу в составе роддомов и перинатальных центров, участковых и районных больниц, могут быть самостоятельными медицинскими учреждениями. Распространены на территории постсоветского пространства и в бывших государствах социалистического блока. В западной медицинской практике организационные функции женской консультации выполняет врач-терапевт. Также существуют специализированные антенатальные клиники.

## История
Первая «комната для беременных» была открыта в Москве акушером А. Н. Рахмановым в 1906 году в родильном доме имени Абрикосовой (ныне роддом № 6). До революции 1917 года в стране действовало 9 женско-детских (смешанных) консультаций, оказывающих помощь беременным и детям до 3-х лет. К 1923 году в Москве действовала 21 женско-детская консультация. В 1925 году в Москве была открыта первая специализированная женская консультация, в этом же году в консультациях начинают организовывать юридические кабинеты (ныне социально-правовые).
В 1949 году в ходе слияния стационарных и поликлинических лечебных учреждений в Союзе ССР женские консультации (ЖК) были объединены с родильными домами.

## Деятельность
Женские консультации являются амбулаторно-поликлиническим звеном при оказании гинекологической и акушерской помощи. В гинекологической практике они выявляют и проводят амбулаторное лечение заболеваний репродуктивной системы женщины (за исключение венерических заболеваний), направляют в гинекологический стационар.
Важной задачей ЖК является ранняя постановка на учёт беременных, выявление патологий беременности, социально-психологическая помощь до и после родов, ведение пациенток в послеродовом периоде. Планомерное ведение борьбы с абортами. При женских консультациях работают школы будущих мам, в которых беременных обучают уходу за детьми. При ведении беременности женская консультация выдаёт родовой сертификат на 30-й неделе беременности (на 28-й при многоплодной беременности).
В женских консультациях работают кабинеты социально-правовой помощи, оказывающие юридическую помощь.
В сельской местности ряд функций женской консультации выполняют фельдшерско-акушерские пункты.